# Älvor

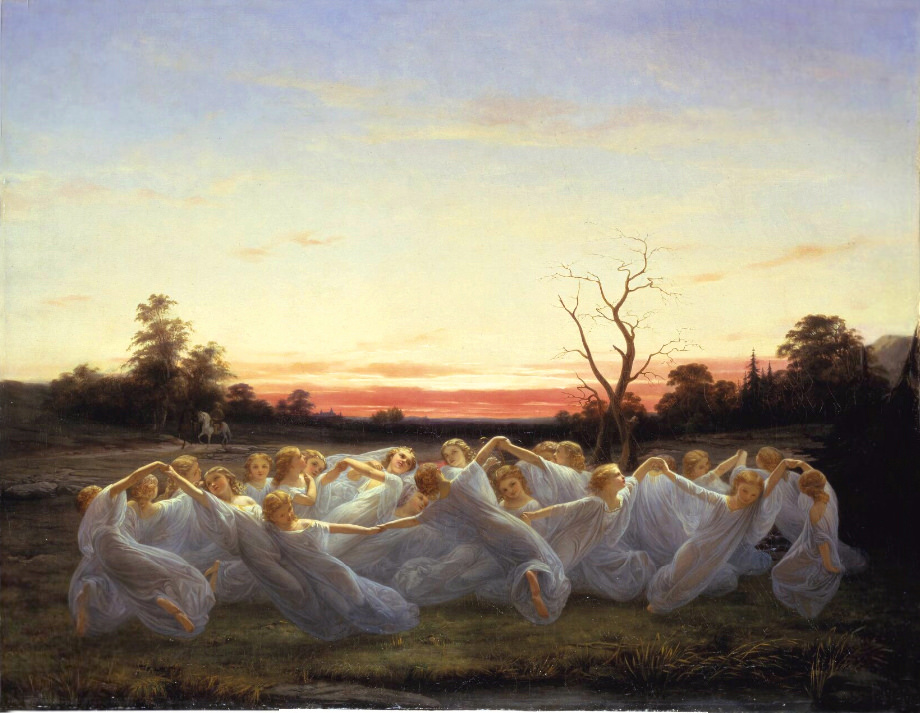
Ängsälvor (1850), målning av Nils Blommér.

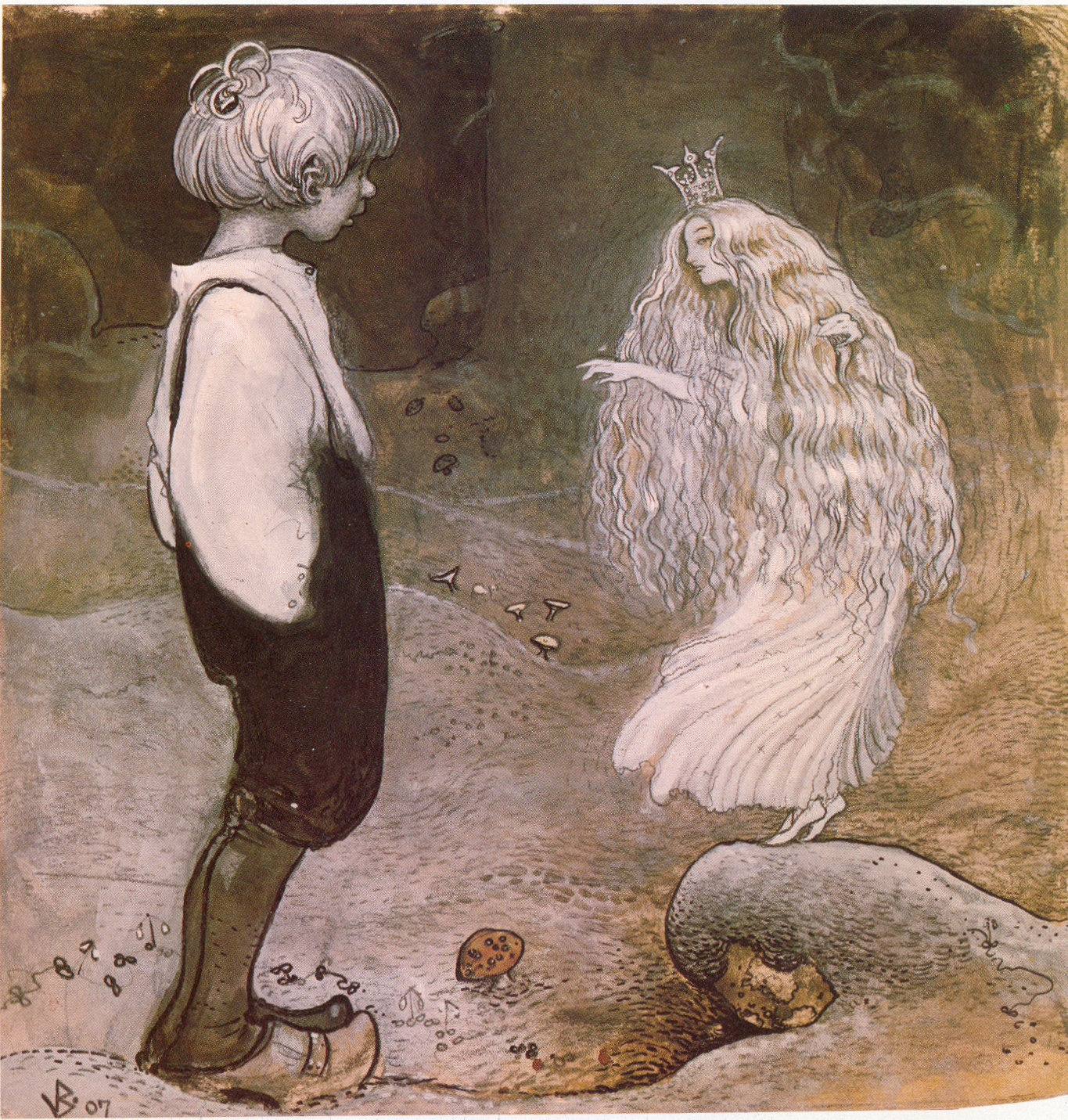
Illustration av John Bauer.

Älvan är i folktron ett kollektivt naturväsen som i skymningen och vid soluppgången kunde ses dansa över ängar, öppna fält och mossiga marker. I yngre tradition brukar älvorna uppfattas som kvinnliga väsen, men i äldre uppteckingar framställs de mera könsneutralt. Ordet älva är en femininform av det fornnordiska alv, och motsvaras av tyskans elp (mara) eller engelskans elf. Älvkulten har dock väldigt lite med de fornnordiska alvföreställningarna att göra.

## Bakgrund och översikt
Den suggestiva bilden av dimslöjor som dansande älvor är dock en produkt av romantisk diktning – vanligt var däremot att älvorna kunde höras, ofta som fågelkvitter. Där älvorna dansat uppträdde en ring (älvring eller älvdans) av antingen onaturligt friskt eller onaturligt glest växande gräs. Ibland bestod ringen av svampar, och det är i själva verket en i ring växande svampart som (över)göder gräset och ger upphov till detta fenomen. Att uträtta sina behov i en älvdans ledde ofelbart till sjukdom och olycka.
Älvornas främsta roll är som sjukdomsalstrare. En person som hade "fått älvorna" tänktes ofta ha fått sjukdomarna blåsta på sig av dessa, och då lika botar lika antogs ett kraftigt motblåsande, till exempel med en blåsbälg, ha kurerande effekt. En annan möjlighet var att smörja älvkvarnar med fett och möjligen offra lite guld i den, som skavts av från en ring eller dylikt. Älvkvarnar är det folkliga namnet på skålgropar, som är en enkel form av hällristning gjord under forntiden och då främst från bronsåldern – en i områden där älvkvarnskult förekommit finns även älvkvarnar som tillverkats långt senare.
Vissa uppteckningar nämner en älvadrottning och/eller en älvakung. Herr Olof och älvorna är en berömd medeltidsballad där protagonisten, på väg till sitt bröllop, av älvadrottningen inbjuds till älvdansen, men eftersom han känner till att tiden förflyter snabbare i älvdansen än utanför nekar han, något som leder till att han får sjukdomar kastade efter sig. Han avlider kort efter att han nått fram till bröllopet, och hans älskade dör av sorg.

## Umgänge med människor
Umgänge mellan älvor och människor var en tro som till och med kunde leda till rättsfall. År 1656 ställdes Karin Svensdotter inför rätta vid Västra Härads ting vid Sävsjö i Småland, och bekände sig ha fött sju barn åt Älvakungen. Han hade varit klädd i guldtyg och hämtat barnen, då hon fått dem, under anfall, som bevittnats av andra, och efter vilka hon blivit trött. Hon hade också mött honom på en plats som hon kallade Grönekulla, där de dansat och sjungit med andra. Göta hovrätt bedömde efter råd från Växjö domkapitel att Satan hade gjort henne galen och uppmanade församlingen att be för henne.
Vittnesmål från människor som hävdade att de hade besökt älvor förekom i Sverige långt fram i tiden: den 29 september 1759 avlade den 22-årige drängen Jacob Jacobsson i Ramsberg inför kyrkoherde B. Vigelius ett vittnesmål om att han en dag hade besökt älvornas värld. Efter en dags fiske hade han plötsligt sett en väg som inte funnits där förut, och då han följde den hade han hamnat vid ett bord med "småfolk" och en vacker jungfru i naturlig storlek, som hade bjudit honom mat och dryck. Han hade vägrat ta emot något och bett Gud att föra honom hem, och då hade småfolket slängt ut honom i förargelsen. Detta hade hänt den 16 september, och då han kommit hem fick han veta att fyra dygn hade gått. Kyrkoherden bedömde att Jacobsson var gudfruktig men "enfaldig".

## Etymologi och motsvarigheter
Älvorna är etymologiskt besläktade med de alver som förekommer i nordisk mytologi. Den mytologiska kopplingen är dock oklar. Även bland andra germanska folk som engelsmän och tyskar feminiseras alferna i medeltida folktro och kopplas ihop med sjukdomar. Likheter kan även noterats mellan älvorna och övernaturliga väsen i de keltiska kulturerna, till exempel de iriska sídhe. 
Älvor förekommer även rikligt i dansk folktro, där de vanligen kallas elverfolk eller ellefolk. Som solitärväsen uppträder en elverpige med många av de attribut som i södra Sverige innehas av skogsrået (bl.a. urgröpt rygg). De danska älvorna föredrar att bosätta sig i högar, vilket skildrats av H. C. Andersen i sagan Elverhøi.
De feer som förekommer i romanska folksagor och i anglosaxiska konstsagor (som Tingeling i Peter Pan) har ibland översatts med ordet älva. Det finns dock ingen historisk koppling mellan älvor och feer.